# Річард Райт (музикант)
Рі́чард Ві́лльям «Рік» Райт (англ. Richard William "Rick" Wright; 28 липня 1943 — 15 вересня 2008, Лондон) — англійський клавішник, продюсер, композитор, відомий як учасник гурту Pink Floyd. Він з'явився майже на кожному альбомі Pink Floyd і брав участь у всіх їхніх турах. 1996 року його було введено до Зали слави рок-н-ролу як учасника Pink Floyd. 
Помер 15 вересня 2008 року, в 65-річном віці, слідом за колишнім учасником гурту Сідом Барреттом (†7 липня 2006 року).

## Біографія

### Ранні роки
Річард Вільям Райт народився в родині біохіміка (працював в компанії Unigade Diaries) 28 липня 1943 року. Дитинство провів у Хетч-енді, північному передмісті Лондона, а початкову освіту здобув в Haberdashers' Aske's School. У чотири роки він почав грати на фортепіано; пізніше — опанував гітару, трубу та тромбон.
1962 року Райт вступив до Політехнічного інституту на Риджент-стріт на архітектурний факультет. Тут він познайомився з Роджером Вотерсом і Ніком Мейсоном, а незабаром увійшов до їхнього гурту, який змінював назви: Sigma 6, The Abdabs, The Megadeths. В них час від часу з'являлася і його майбутня дружина Джульєт Гейл. Як згадував гітарист Клайв Меткалф, «чарівна Джульєт була в центрі уваги, але... Рік був дуже сором'язливий та майже не розмовляв».
Незабаром, втративши інтерес до архітектури, Райт покинув Лондонський Політехнічний та перейшов до Лондонського королівського музичного коледжу. Тоді він вже писав пісні, мало того, одну з них, «You 're the Reason Why», запропонував ліверпульському поп-гурту Adam, Mike & Tim, який випустив її синглом.

### Роки з Pink Floyd
Позиція Райта у Пінк Флойд була досить невизначеною з початку, оскільки він грав на піаніно, за умови його на майданчику, в іншому використовував тамбурин або ритм-гітару. Він переїхав разом з Вотерсом та Мейсоном до будинку в Стенгоуп Гарденс, Найгейт, де вони почали перші серйозні репетиції з метою стати професійним музичним гуртом. Хоча Мейсон та Вотерс були належними студентами, Райт мало цікавився архітектурою та після року навчання перевівся до Лондонського музичного коледжу. Він на рік призупинив навчання та поїхав подорожувати до Греції, на що Майк Леонард, їхній землевласник, відповів заміною Райта іншим учасником гурту, органістом. Проте орган як інструмент пасував Райтові не менше, та, через друга, Райт домовився про сесію звукозапису в студії Західного Гемпширу, напередодні Різдва 1964 року. Гітарісти Боб Клоуз та Сід Баррет приєдналися до гурту, який отримав назву Пінк Флойд. 
Пінк Флойд стабілізувались в складі Баррет, Вотерс, Мейсон та Райт в середині 1965 року, та скоро того року стали частими учасниками концертів в клубах Лондона. В той час Баррет домінував у гурті, пишучи матеріал для пісень, виконуючи головні вокальні партії та граючи партію ведучої гітари. Райт грав роль підтримки, виконуючи партії клавішних та бек-вокалу, зрідка співаючи соло, писав власний матеріал. Як найбільш кваліфікований музикант в гурті, Райт був відповідальним за налаштування гітар, тому часто налаштовував бас-гітару Вотерса на концертах. Пізніше він отримав Строботюнер, для тихого підлаштування гітар в перервах між піснями. До того як гурт став відомий, Райт також був відповідальним за розвантаження приладдя в кінці виступів. 

## Дискографія

### Соло альбоми
- Wet Dream (15 вересня 1978)
- Broken China (26 листопада 1996) #61 ВБ[9]

### Альбом із Zee
- Identity (9 квітня 1984)

### Альбоми з Девідом Ґілмором
- David Gilmour in Concert (DVD) (Жовтень 2002)

Грає у двох композиціях: «Breakthrough» (клавішні / вокал) і «Comfortably Numb» (з Бобом Ґелдофом (англ. Bob Geldof) (клавішні)
- On an Island (6 березня 2006)

Грає у двох композиціях: «On an Island» (орган) і «The Blue» (клавішні / вокал)
- Remember That Night (DVD/BD) (Вересень (DVD)/Листопад(BD) 2007)
- Live in Gdańsk (CD/DVD) (22 вересня 2008)

### Альбом із Сідом Барреттом
- Barrett (14 листопада 1970)

Грав клавішні партії і був співпродюсером другого альбому Барретта.